# Leptogorgia violacea
Leptogorgia violacea is een zachte koraalsoort uit de familie Gorgoniidae. De koraalsoort komt uit het geslacht Leptogorgia. Leptogorgia violacea werd in 1766 voor het eerst wetenschappelijk beschreven door Pallas. 